# Странка праведне политике
Странка праведне политике је бивша политичка партија у Републици Српској.

## Историјат
Основана је 08. децембра 2013. године. На првој Изборној скупштини у Бањој Луци 10. маја 2014. године за предсједника је изабран бивши Министар унутрашњих послова Републике Српске Драгомир Јовичић.
Дана 22. јуна 2015. године, потписан је споразум, према којем се Странка праведне политике ујединила са Демократским народним савезом.

## Резултати
| Избори | # гласова | % од изашлих | # посланика |
| ------ | --------- | ------------ | ----------- |
| 2014   | 8.588     | 1.3%         | 0/83        |